# Незаконное обогащение
Незаконное обогащение — приобретение имущества публичным должностным лицом на средства, происхождение которых оно не может объяснить или они получены с нарушением закона. Это понятие государствам предлагается ввести в уголовный кодекс в 20-й статье Конвенции ООН против коррупции. Документ был принят на 58 сессии Генеральной Ассамблеи ООН 31 октября 2003 год и вступил в силу 14 декабря 2005 года

## Описание
20 статья Конвенции ООН против коррупции гласит:
«При условии соблюдения своей конституции и основополагающих принципов своей правовой системы каждое Государство-участник рассматривает возможность принятия таких законодательных и других мер, какие могут потребоваться, с тем чтобы признать в качестве уголовно наказуемого деяния, когда оно совершается умышленно, незаконное обогащение, то есть значительное увеличение активов публичного должностного лица, превышающее его законные доходы, которое оно не может разумным образом обосновать».
Суть статьи — в преследовании коррупционеров, если нет возможности зафиксировать другие их преступления, например, передачу денег при взятке. Считается, что полученные незаконно средства чиновник тратит на свои активы, которые гораздо проще найти и сравнить их стоимость с официальными доходами.

## История
Первый законопроект, который призывает наказывать публичных должностных лиц за приобретение активов, если они не могут доказать их законный источник, появился в 1936 году в Аргентине. Законом эта норма стала только в 1964 году, когда была утверждена уголовная ответственность за то, что «чиновник не может объяснить происхождение средств для обогащения себя или третьего лица». В том же году Индия ввела наказание за «обладание ресурсами, происхождение которых публичное должностное лицо не может объяснить».
В 1996 году незаконное обогащение как уголовное преступление включили в Межамериканскую конвенцию против коррупции (IACAC). Затем его ввели в Конвенцию Африканского союза о предупреждении коррупции и борьбе с ней (AUCPCC), утверждённую в 2003 году. И наконец, в 2003 году была утверждена, а в 2005 году вступила в силу Конвенция ООН против коррупции.
В итоге к середине 80-х статья за незаконное обогащения была в Колумбии, Эквадоре, Египте, Брунее, Пакистане, Сенегале и Доминиканской Республике. К 1990 году уголовное наказание за это преступление ввели, по крайней мере, 10 стран, к 2000 году — в более чем 20 странах, а к 2010 году — более чем в 40 странах.

## Применение в мире

### Аргентина
Ст. 286 Уголовного кодекса, ввели в 1964 году
Любой человек, который не в состоянии объяснить происхождение своего заметного обогащения (или третьих лиц, если таким образом он скрывает свои активы), полученного во время госслужбы или в течение двух лет после неё наказывается лишением свободы от двух до шести лет, штрафом от 50 до 100 % величины незаконного обогащения и пожизненным запретом на госслужбу.
В 2004 году бывший министр природных ресурсов Аргентины Мария Хулия Алгосарай получила три года лишения свободы и штраф в $500 тыс. за незаконное обогащение. Прокуратура проанализировала её доходы и расходы в 1988—1996 года, нашла сильное расхождение и потребовала объяснения. Чиновница рассказала, что зарабатывала за счет консультационных услуг, а также получала деньги от бывшего мужа и отца. Эти объяснения не удовлетворили суд и её отправили в тюрьму, обязав выплатить в казну всю сумму, признанную незаконным обогащением.

### Гонконг
Указ о предотвращении коррупции, часть 10, приняли в 1971 году
Любой государственный служащий, который:
а) имеет уровень жизни выше того, который соответствует его нынешним или прежним доходам на службе б) контролирует денежные средства или имущество несоразмерно своим нынешним или прежним доходам на службе
при отсутствии удовлетворительных объяснений, как ему удается поддерживать такой уровень жизни или как денежные средств или собственность попала под его контроль, должен быть признан виновным в совершении преступления и приговорен к лишению свободы до 10 лет и штрафу до 1 млн HKD (около $130 тыс. долларов США).

### Индия
Закон по борьбе с коррупцией, ст.13, редакция 1988 года
Государственный служащий признается совершим преступление, если он или любой человек от его имени, владеет или имеет в распоряжении денежные средства или имущества несоразмерные известным источникам его дохода и не может дать удовлетворительных объяснений на этот счет. Это преступление наказывается лишением свободы от одного года до семи лет, и штрафом .

### Китай
Ст. 395 Уголовного права КНР, ввели в 1997 году
Любой государственный чиновник, чье имущество или расходы, очевидно превышает его законные доходы, и при этом разница значительна, обязан объяснить источники происхождения имущества. Если он не сумеет доказать, что источники законные, то он может быть приговорен к лишению свободы до пяти лет и конфискации части активов сверх доказано законных доходов.

### Литва
Ст. 189 Уголовного кодекса, приняли в 2010 году
Любой гражданин, который владеет активами дороже 250 минимальных прожиточных минимумов (около 65 тыс. литов или $24 тыс.), зная, что они не могли быть приобретены на законные доходы, наказывается штрафом, арестом или лишением свободы до 4 лет.
В Литве за незаконное обращение могут привлечь не только чиновников, но и любого гражданина. Статья работает не только для борьбы с коррупцией, но и для противодействия легализации любых преступных доходов. Осенью этого года суд приговорил к штрафу студентку, которая не смогла объяснить происхождение средств на квартиру. Её также обязали вернуть в казну стоимость недвижимости — около 100 тыс. евро. По утверждению следователей, купить жилье девушке помог её отец, связанный с торговлей наркотиками.

## Незаконное обогащение в России
Конвенция ООН против коррупции была подписана от имени Российской Федерации 9 декабря 2003 года в городе Мерида (Мексика). 8 марта 2006 года Россия официально ратифицировала этот документ. В законе о ратификации (40-ФЗ) содержится заявление о статьях, в отношении которых Россия обладает юрисдикцией. 20 статьи, включающей понятие незаконного обогащения, в этом списке нет. Не было там также и статей, к примеру, касающихся административной ответственности юридических лиц за коррупционные нарушения. Таким образом, речь шла о правовых конструкциях, которые в России на момент ратификации Конвенции отсутствовали. Конвенция была ратифицирована целиком, без оговорок. 
В сентябре 2011 года депутаты фракции КПРФ А. Д. Куликов, С. П. Обухов, Н. А. Останина, В. Ф. Рашкин зарегистрировали законопроект, который предусматривал введение уголовной ответственности за «незаконное обогащение, а именно приобретение должностным лицом имущества, стоимость которого значительно превосходит его законные доходы и происхождение которого он не может объяснить разумным способом». В качестве санкций предлагалось лишение свободы до 10 лет (в зависимости от размера незаконного обогащения) и конфискация имущества. Этот закон получил отрицательные отзывы правительства и комитета Госдумы по гражданскому, уголовному, арбитражному и процессуальному законодательству. Сейчас законопроект официально находится на рассмотрении в парламенте, но когда будет вынесен на голосование — не известно.
25 сентября 2014 года политик Алексей Навальный объявил о начале общественной кампании за принятие 20 статьи Конвенции ООН против коррупции. Он призвал всех проголосовать за законопроект Фонда борьбы с коррупцией о введении уголовной ответственности за незаконное обогащение на сайте Российской общественной инициативы. В этом проекте предлагается наказывать за «значительное превышение стоимости активов должностного лица над размером законных доходов такого лица». При этом под законными понимаются доходы, указанные в декларации чиновников.
Согласно документу, госслужащий не обязан объяснять происхождение активов. Расследование проводит прокуратура — она самостоятельно изучает рыночную цену собственности, реальный порядок её приобретения и декларации госслужащих. Объяснения фигуранта дела могут лишь помочь защите, по аналогии с алиби в других преступлениях. Отсутствие показаний не повлечет изменений в судьбе обвиняемого.

## Мнения о 20 статье и незаконном обогащении
Дмитрий Медведев, председатель Правительства, 6 декабря 2013 года 

Статья 20 исходит из предположения, что лицо предполагается виновным в совершении коррупционного правонарушения и должно само оправдываться, доказывать, что оно не коррупционер. Это вопрос выбора, на это можно пойти. И сейчас, кстати, предложение по статье 20 Минюстом готовится, сразу скажу. Но мы должны взвесить все за и против.
За — борьба с коррупцией, это хорошо: пусть объяснят, откуда дворцы, как вы говорите, это нормально для всех. Но есть и аргумент против: мы же с вами понимаем, что наша правоохранительная система несовершенна, и если речь идёт о том, что лицо сначала предполагается виновным, а потом должно доказать, что оно не совершало этого, это вообще-то выход за те основополагающие принципы уголовного права, которые у нас сложились".
Валерий Зорькин, глава Конституционного суда, 2 марта 2004 года 

Термин «незаконное обогащение» для России более чем актуален: чиновник построил особняк, а на что — не известно. Значит, как только Конвенция ООН против коррупции будет у нас ратифицирована, немалая часть должностных лиц может оказаться на скамье подсудимых?
— Норма эта действительно жесткая. Но если она появится в нашем УК, то начнет действовать не сразу, поскольку, согласно Конституции РФ (часть 1 ст. 54), «закон, устанавливающий или отягчающий ответственность, обратной силы не имеет». Однако должна быть точка отсчета, начиная с которой применение этой нормы должно стать неукоснительным. Сейчас же стоит первоочередная задача — ратифицировать все три вышеназванные конвенции и взяться за приведение российского законодательства в соответствие с их требованиями.
Валерий Зорькин, глава Конституционного суда, 26 ноября 2013 года 

Борьба с коррупцией и незаконным обогащением действительно стала одной из самых болезненных проблем российского общества. Вроде бы, меры борьбы с этим бедствием принимаются, но результат пока явно неудовлетворительный. Одна из очевидных причин — в том, что Россия до сих пор не ратифицировала статью 20 Конвенции ООН против коррупции".
Валерий Рашкин, депутат Госдумы от КПРФ, 23 сентября 2014 года 

Несмотря на всю антикоррупционную риторику, Госдума до сих пор не ратифицировала 20-ю статью Конвенции ООН о противодействии коррупции. Эта статья требует «признать в качестве уголовно наказуемого деяния незаконное обогащение публичного должностного лица, превышающее его законные доходы, которое оно не может разумным образом обосновать».
Алена Аршинова, депутат Госдумы от «Единой России», в интервью 13 июня 2012 года 
ПРОНЬКО: Вы искренне считаете, что подобная поправка, вот эта 20-я статья может быть ратифицирована?
АРШИНОВА: Да, может быть. А что мешает людям, которые ничего не стесняются, которые ничего не воровали, которые ничего не прячут? Им ничего не мешает…
Константин Косачев, бывший депутат Госдумы от «Единой России» (на момент высказывания — председатель комитета госдумы по международным делам), 26 июля 2011 года 

При ратификации Конвенции действительно было сделано заявление, в отношении каких её статей Россия обладает юрисдикцией. 20-я статья там и правда не указана. Почему? Да потому что её содержание вступило в противоречие с российской Конституцией.
Алексей Навальный, политик, лидер «Партии прогресса», 25 сентября 2014 года (с помощью блога)

Я призываю всех объединиться, для того, чтобы добиться двух простых вещей:
1. Ратификации Россией 20 статьи Конвенции ООН против коррупции.
2. Введение в уголовный кодекс РФ понятия «незаконное обогащение», позволяющего привлекать к уголовной ответственности чиновников, которые не могут объяснить источники доходов, покрывающие их реальные траты".
Исследователи в сфере конституционного права среди рисков криминализации незаконного обогащения отмечают снижение стандартов доказывания.

## Социологический опрос о незаконном обогащении
Фонд борьбы с коррупцией 19-22 марта и 3-8 июня 2014 года провел телефонные опросы среди граждан России старше 18 лет. Всего было опрошено 1000 человек. Были получены следующие результаты:
- — 90 % подтверждают мнение, что госслужащие в основном ведут более богатый образ жизни, чем могут себе позволить (опрос 19-22 марта)
- — 74 % согласны с утверждением, что «все или практически все чиновники живут не по средствам»[значимость факта?] (опрос 19-22 марта)
- — 87 % поддерживают введение уголовной ответственности для тех чиновников, которые не могут объяснить происхождение своих доходов (опрос 19-22 марта)
- — 72 % опрошенных считают уровень коррупции в России высоким (опрос 3-8 июня)
- — 76 % опрошенных считают, что чиновник, у которого нашли незадекларированное имущество, должен уходить в отставку, причём из них: (опрос 3-8 июня)
  - — 24 % считают, что чиновник должен нести уголовную ответственность, (опрос 3-8 июня)
  - — 20 % считают, что незадекларированное имущество должно быть конфисковано, (опрос 3-8 июня)